# キムコ
キムコ（中国語: 光陽工業）は、台湾・高雄市三民区に本社を有するオートバイメーカー。オートバイのブランド名としては漢字で「光陽機車」、英語では「光陽機車」の英語名「Kwang Yang Motor CO.,Ltd.」の頭文字をとって「KYMCO」とそれぞれ表記している。主力製品は50〜700ccのスクーターだが、ATVやシニアカー、発電機の生産も行なっている。2020年現在、台湾国内で最も大きなオートバイメーカーであり、台湾国内の新車販売シェアは30%を超えている他、欧州の多くの地域においてスクーターやATVカテゴリーで大きなシェアを獲得している。

## 概要
1963年、高雄市において創立。1964年に正式に設立し本田技研工業（以下ホンダ）から技術供与を受け、主に250cc以下の小型排気量のスクーター、アメリカンバイク、ATV等の生産を行っていた。三陽工業（SYM）と共に、ホンダとの技術提携の上で台湾国内においてホンダブランドで販売していたが、その後提携を解消し、今ではヨーロッパを中心に世界107か国、年間120万台以上を販売している。
2009年2月2日に日本国内における2ストロークエンジンの50ccモデルは在庫限りで販売終了した。現在、50ccは4ストロークエンジンのモデルしか存在しない。
BMWが販売する電気自動車、i3（レンジエクステンダー仕様）の発電用エンジン、およびBMWモトラッドが販売するスクーター、C600、C650GTのエンジンは、キムコが受託生産をおこなっている。
また、特にヨーロッパにおいてはスクーター及びATVの分野で大きなマーケットシェアを有しており、スクーター販売シェアではドイツとスペインで第1位、イタリアでは第3位、ATV販売シェアではフランスとドイツで第1位を獲得した実績がある。
台湾国内におけるカワサキモータース製二輪車の正規輸入販売はキムコが行っているほか、川崎重工業と合弁で中国の常州市にエンジン製造工場を構えている。またカワサキが日本国外で販売するJ300/J125やKFX50/90、BRUTE FORCE300、MULE PRO-MXなどの全地形対応車はキムコによるODMまたOEMである。
アメリカのATVブランド アークティックキャットの全地形対応車 (ATV)の多くはキムコによるODMとなっている。
2016年の世界販売台数は約122万台、売り上げは約1500億円である。

## 年表
- 1963年2月5日 - 会社設立（資本金10,000,000新台湾ドル）
- 1964年6月1日 - 正式発会
- 1964年 - 本田技研工業と技術提携、C200を発売
- 1967年12月 - 本社ビル竣工
- 1970年3月 - 第2工場開設
- 1982年 - 本田技研工業との合資関係を結ぶ
- 1983年8月 - 累計生産台数100万台達成
- 1990年 - 豪邁125（Jocky125）を発売
- 1992年 - KYMCOブランドを創立
- 1994年 - 本田技研工業との技術提携を解消
- 2000年 - 台湾二輪車市場新車販売台数占有率1位を獲得（以降2019年まで20連覇中）
- 2003年 - 本田技研工業との合資関係を解消
- 2009年 - 中国に川崎重工業との生産合弁会社「常州川崎光陽発動機有限公司」（CK&K）を設立
- 2017年 - 設立50周年記念モデルAK550を発売
- 2018年 - EVプラットフォームIONEXを発表
- 2019年 - IONEX2.0を発表

## 日本での販売
日本では2000年4月、埼玉県八潮市に「株式会社キムコ・ジャパン」が設立され、日本での正規輸入販売が開始された。このときは日本の並行輸入会社「栄秋」のグループ会社としての扱いだった。
その後取扱い元が「株式会社オートサプライ」「株式会社イーケィエー」と変わっていったが、いずれも「栄秋」のグループ会社である。
「栄秋」グループと「台湾キムコ」の契約が2015年3月を以って解消された事に伴い、2015年5月27日に台湾キムコ全額出資による新規日本法人「キムコジャパン株式会社」が設立され、日本国内の全業務を引き継いでスタート。この時から国内の販売ラインアップを原付クラス中心だった従来の内容を一新し、125cc以上のとモデルを中心に取り扱う様になった。またディーラーネットワークについては新法人となったことで、これまでのネットワークを継承せず新たに構築をしている。
なおキムコジャパン株式会社では「株式会社キムコ・ジャパン」が販売した車両についても部品供給などサポートを継続している 。
2016年秋頃より全地形対応車 (ATV製品)の輸入販売を開始しており、2020年現在は50ccから700ccまでのラインナップを揃えている。
また2019年には乗用車の様に丸ハンドルで運転するサイドバイサイドと呼ばれるカテゴリーの製品としてUXV450iの導入を開始した。

### 車両販売
「キムコジャパン株式会社」がラインナップする二輪車は、「KYMCO二輪車正規販売店」で、ATVは「KYMCO ATV正規販売店」で購入が可能。

### 部品供給
「キムコジャパン株式会社」がラインナップする二輪車用の部品は、すべての「KYMCO二輪車正規販売店」で購入が可能。
前輸入元により販売された車両の部品は、前輸入元と契約していた販売店に対し「キムコジャパン株式会社」が供給しているが、KYMCO製品の取り扱いがないオートバイ販売店であっても部品を供給することを表明している。　また過去のモデルも含め正規輸入車両の部品が購入可能な「KYMCO純正部品取扱店」を展開しているほか、二輪車用品の通販サイトwebikeでも部品を購入する事ができる。

## ラインアップ

### 二輪
※は2020年3月現在の日本販売車両

#### スクーター
- AK550※
- マイロード700i
- エキサイティング250/300/400i/500
- K-XCT125i/300i
- ダウンタウン125i/200i/300i
- Newダウンタウン125i/125i ABS※/350i ABS
- グランドディンク50/125/150/250
- ディンク
- G-DINK250i※
- Vリンク
- レーシングキング150Fi/180Fi/180i ABS+Motocam
- レーシング125Fi/150Fi/150i ABS+Motocam
- レーシングS125※/150※
- アジリティ50/125
- キャプチャー125/DX125
- ルッカー125 S
- ターセリーS125※/150※
- ターセリーGT125i（ヨーロッパ名:PeopleGT125i）
- スーナー100/50
- トップボーイ
- ミッチ50/125（台湾名:Many50/110）
- VJR50/125（台湾名:VJR50/110）
- GP125i※
- G6 125
- バイタリティ50 4T/2T
- スーパー9S
- ルッカー

#### MT車
- カノン125
- KCR125
- AIR150

### ATV（全地形対応車）
- MXU700EXi EPS※
- MXU450i LE※
- MXU150X※
- MXU50R※
- MAXXER450i
- MAXXER300
- MONGOOSE90S※

### UTV（多用途オフロード四輪車・サイドバイサイド）
- UXV450i※